# Gustav von König
Gustav svobodný pán von König (13. října 1825 Stadthagen – 17. července 1909 Vídeň) byl rakousko-uherský generál. V c. k. armádě sloužil jako dobrovolník od roku 1842, vyznamenal se v několika válečných taženích a rychle postupoval v hodnostech. Později byl štábním důstojníkem, zastával také funkce na ministerstvu války a v roce 1872 byl povýšen na barona. V letech 1883–1888 byl velitelem armádního sboru v Josefově a následně v letech 1888–1889 ve Vídni. V roce 1888 dosáhl hodnosti polního zbrojmistra a nakonec zastával funkci generálního inspektora pěchoty (1889–1894).

## Životopis
Pocházel z německého knížectví Schaumburg-Lippe a do rakouské armády vstoupil jako dobrovolník v roce 1842. Již ve dvaceti letech byl poručíkem (1846), následně se vyznamenal během bojů proti maďarským povstalcům (1848–1849) a rychle postupoval v hodnostech (nadporučík 1848, kapitán 1849). Poté působil jako pobočník velitele armádního sboru v Srbsku a v hodnosti majora u 32. pěšího pluku bojoval ve válce se Sardinií, zúčastnil se bitvy u Solferina (1859). Jako podplukovník (1862) byl zástupcem velitele 12. pěšího pluku v Banátu. V roce 1866 byl povýšen na plukovníka a v letech 1868–1871 byl přednostou 10. oddělení na ministerstvu války.
V roce 1872 byl povýšen do hodnosti generálmajora a převzal velení 3. pěší divize v Linzi. V letech 1876–1878 byl sekčním šéfem na ministerstvu války a mezitím v roce 1877 dosáhl hodnosti polního podmaršála. Poté byl velitelem 10. pěší divize v Josefově (1878–1879), 1. pěší divize v Sarajevu (1879–1881) a 29. pěší divize v Terezíně (1881–1883). V letech 1883–1888 byl velitelem 9. armádního sboru v Josefově a poté v letech 1888–1889 2. armádního sboru ve Vídni. V roce 1888 byl povýšen do hodnosti polního zbrojmistra a po sebevraždě korunního prince Rudolfa zastával ve Vídni funkci generálního inspektora pěchoty (1889–1894). K datu 1. dubna 1894 byl penzionován, zbytek života strávil ve Vídni, ale pohřben je v Bückeburgu poblíž svého rodiště v Německu.

## Tituly a ocenění
Za účast ve válce v roce 1859 obdržel Řád železné koruny III. třídy a později jako vysoký úředník ministerstva získal rytířský kříž Řádu sv. Štěpána. Na základě řádových stanov těchto vyznamenání získal nárok na povýšení do stavu svobodných pánů. Tento titul mu byl udělen císařským diplomem 25. února 1872. Během vojenské služby se stal nositelem několika dalších ocenění, a to i od zahraničních panovníků. Ve funkci velitele armádního sboru obdržel titul c. k. tajného rady s nárokem na oslovení Excelence (1883). Od roku 1883 byl také čestným majitelem pěšího pluku č. 92 dislokovaného v Terezíně.
- velkokříž Leopoldova řádu (1889)
- Řád železné koruny I. třídy (1886)
- rytířský kříž Řádu sv. Štěpána (1871)
- Řád železné koruny III. třídy s válečnou dekorací (1859)
- Vojenská záslužná medaile (1859)
- Vojenský záslužný kříž s válečnou dekorací (1850)

- velkokříž Řádu červené orlice (Německo)
- velkokříž Řádu neposkvrněného početí Panny Marie z Vila Viçosa (Portugalsko)
- Řád Medžidie IV. třídy (Osmanská říše)
- Řád lva a slunce I. třídy (Persie)